# Инцидент с E-190 над Лиссабоном
Инцидент с E-190 над Лиссабоном — авиационная авария, произошедшая 11 ноября 2018 года. Авиалайнер Embraer ERJ 190-100LR авиакомпании Air Astana выполнял перегоночный рейс KC1388 по маршруту Алверка-ду-Рибатежу—Минск—Алма-Ата, но через 6 минут после взлёта пилоты столкнулись с серьёзными проблемами с управлением. Через 1 час и 30 минут после взлёта самолёт совершил успешную аварийную посадку на авиабазе Бежа в одноимённом городе. Из находившихся на его борту 6 человек (3 пилота и 3 пассажира) никто не погиб, но 1 пассажир получил ранения.

## Самолёт
Embraer ERJ 190-100LR (регистрационный номер P4-KCJ, серийный 653) был выпущен в 2013 году (первый полёт совершил под тестовым б/н PR-EDV). Авиакомпании Air Astana был передан 22 декабря того же года (совершив перегоночный рейс по маршруту Сан-Жозе-дус-Кампус—Ресифи—Лас-Пальмас-де-Гран-Канария—Лондон—Актобе—Алма-Ата). Оснащён двумя турбовентиляторными двигателями General Electric CF34-10E5. На день инцидента налетал 13 152 часа.

## Экипаж и пассажиры
Состав экипажа рейса KC1388 был таким:
- Командир воздушного судна (КВС) — 40-летний Вячеслав Викторович Аушев. Опытный пилот, проработал в авиакомпании Air Astana 6 лет и 11 месяцев (с 28 декабря 2011 года). Налетал 6009 часов, свыше 4700 из них на Embraer ERJ-190.
- Второй пилот — 32-летний Бауыржан Карашолаков. Опытный пилот, проработал в авиакомпании Air Astana 5 лет (с 2013 года). Налетал 2692 часа, 2442 из них на Embraer ERJ-190.
- Сменный второй пилот — 26-летний Сергей Соколов. Опытный пилот, проработал в авиакомпании Air Astana 4 года (с 2014 года). Налетал 3514 часов, 3084 из них на Embraer ERJ-190.

Также на борту самолёта находились 3 инженера авиакомпании Air Astana, которые летели в качестве пассажиров.

## Хронология событий

### Предшествующие обстоятельства
2 октября 2018 года Embraer ERJ 190-100LR борт P4-KCJ прибыл на авиабазу Алверка (в Алверке-ду-Рибатежу) для выполнения капитального ремонта на предприятии «OGMA». 9 октября был начат ремонт элеронов. Первая часть ремонта заключалась в замене структурных опор тросов для управления элеронами. Вторая часть ремонта заключалась в замене тросов из нержавеющей стали на тросы из углеродистой стали. Также тросы были смазаны.
26 октября во время эксплуатационных испытаний в кабине экипажа появилось сообщение (FLT CTR NO DISPATCH), которое оповестило ремонтную бригаду о непригодности лайнера к полёту из-за проблем с системой управления, а 31 октября сообщение высветилось снова. Устранение неполадок продолжалось до 11 ноября.

### Взлёт, потеря управления
Рейс KC1388 вылетел из Алверки-ду-Рибатежу в 13:31 UTC, во время предполётной проверки пилотам не удалось обнаружить никаких проблем с элеронами. Видимость во время взлёта была ограниченной от 2000 до 3000 метров.
В 13:37 пилоты заметили серьёзные проблемы с управлением и затем пытались включить автопилот, но он не реагировал. Затем экипаж запросил у авиадиспетчера набор высоты до эшелона FL100 (3050 метров) и немедленное возвращение в Алверку-ду-Рибатежу, сообщив о проблемах с управлением. Иногда лайнер полностью терял управление, выполнял «полубочку» (переворачивался шасси кверху) и самопроизвольно переходил в резкое пикирование, что создавало большие нагрузки на фюзеляж и планер. Пилоты запросили курс к Атлантическому океану, чтобы в случае катастрофы избежать жертв на земле, но при этом изо всех сил пытались соблюдать любые указания УВД Лиссабона, хотя им это было трудно из-за потерявшего управление лайнера.
Экипаж обсудил доступные им варианты, при этом сменный второй пилот (сидевший на откидном кресле в кабине пилотов) координировал действия КВС и второго пилота с тремя инженерами Air Astana, которые летели в качестве пассажиров, выясняя причины сбоев управления и разрабатывая план дальнейших действий. Несмотря на отсутствие предупреждений, указывавших на проблемы с управлением, экипаж активировал режим для управления полётом, который отключает FCM (модуль управления полётом) от органов управления. Это значительно повысило управляемость по осям тангажа и рыскания, но управление осью крена всё ещё было ограничено из-за аномального крена лайнера, поскольку ось крена приводила в действие спойлеры и при слишком сильном воздействии на них опрокидывала самолёт.

### Аварийная посадка
В 14:45 пилоты направили самолёт на восток, надеясь на лучшие погодные условия. Вскоре с авиабазы №5 в Монте-Реале вылетели 2 истребителя F-16 ВВС Португалии и начали сопровождение рейса 1388 на авиабазу Бежа, куда он направился для аварийной посадки. После двух уходов на второй круг из-за нестабильных заходов на посадку второй пилот поменялся местами со сменным вторым пилотом. На последнем этапе захода на посадку рейс KC1388 летел к взлётной полосе №19R, но в итоге в 15:27 UTC благополучно приземлился на ВПП №19L из-за дрейфа самолёта при посадке. Аварийная посадка рейса KC1388 была снята на видео пилотом одного из сопровождавших его истребителей; на её кадрах видно, что лайнер после приземления едва не вылетел за пределы ВПП.
Все 6 человек на борту самолёта (3 пилота и 3 пассажира) выжили, но 1 пассажир получил ранение (травма ноги). Фюзеляж лайнера был повреждён, а передние кромки обеих крыльев были помяты. Некоторые части фюзеляжа подвергались нагрузкам, многократно превышающим расчётные.

## Расследование
Расследование причин инцидента с рейсом KC1388 проводила комиссия Департамента по предупреждению и расследованию авиационных происшествий (порт. Gabinete de Prevenção e Investigação de Acidentes com Aeronaves, GPIAA).
Окончательный отчёт расследования был опубликован 18 июня 2020 года.
Согласно отчёту, причиной инцидента стали ошибки при техническом обслуживании пострадавшего лайнера на авиабазе Алверка — тросы элеронов были установлены неправильно, что вызвало изменение управления элеронами (они работали реверсивно, то есть наоборот). Так как для управления креном помимо элеронов использовались спойлеры, на которые ошибки техобслуживания не повлияли, нельзя было восстановить управление, просто реверсировав управляющие воздействия (то есть отклоняя штурвал вправо для создания левого крена, и наоборот).
Следствие обвинило компанию «Embraer» (изготовитель самолёта) в неудовлетворительном выполнении инструкций по техническому обслуживанию и в отсутствии контроля над ремонтной бригадой на авиабазе Алверка, у которой не было навыков для выполнения технического обслуживания Embraer ERJ-190. Также были обвинены пилоты рейса KC1388 — во время предполётного контроля они не заметили состояние элеронов.

## Дальнейшая судьба самолёта
Embraer ERJ 190-100LR борт P4-KCJ был сильно повреждён и после обследования был признан не подлежащим ремонту. Изначально (после инцидента) находился на хранении на авиабазе Бежа, но в феврале 2021 года был списан и впоследствии разделан на металлолом.

## Культурные аспекты
Инцидент с рейсом 1388 Air Astana показан в 23 сезоне канадского документального телесериала Расследования авиакатастроф в серии Обратное управление.